# Bryan Purser
Bryan Purser (* um 1950) ist ein neuseeländischer Badmintonspieler. 

## Karriere
Bryan Purser gewann bei den Commonwealth Games 1978 Bronze im Herrendoppel mit seinem Bruder Richard Purser und wurde Vierter mit dem neuseeländischen Team. 1978 siegte er bei den Irish Open. Bei der Weltmeisterschaft 1977 hatte es nur zu Platz 17 gereicht.

## Sportliche Erfolge
| Saison | Veranstaltung                     | Disziplin    | Platz | Name                          |
| ------ | --------------------------------- | ------------ | ----- | ----------------------------- |
| 1969   | Neuseeland: Einzelmeisterschaften | Herrendoppel | 1     | Richard Purser / Bryan Purser |
| 1970   | Neuseeland: Einzelmeisterschaften | Herrendoppel | 1     | Richard Purser / Bryan Purser |
| 1977   | Weltmeisterschaft                 | Herrendoppel | 17    | Peter Cooper / Bryan Purser   |
| 1978   | Commonwealth Games                | Herrendoppel | 3     | Bryan Purser / Richard Purser |
| 1978   | Commonwealth Games                | Team         | 4     | Neuseeland                    |
| 1978   | Irish Open                        | Herrendoppel | 1     | Richard Purser / Bryan Purser |